# Sebastián Corso
Sebastián Corso (Buenos Aires, 12 febbraio 1992) è un giocatore di calcio a 5 argentino, campione sudamericano con la Nazionale argentina nel 2015 e nel 2022.

## Carriera
Già convocato nelle diverse selezioni giovanili argentine, con cui partecipò a due edizioni del campionato sudamericano Under-20, Corso entra nel giro della nazionale maggiore poco più che ventenne, venendo aggregato alla squadra che nel marzo del 2012 disputò le qualificazioni alla Coppa del Mondo 2012. Tre anni più tardi è nella lista definitiva dei convocati alla Copa América 2015, vinta proprio dall'Albiceleste. Nel 2021 disputa la sua prima Coppa del Mondo, contribuendo al raggiungimento della finale persa contro il Portogallo.

## Palmarès
- Coppa America: 2
Ecuador 2015
Paraguay 2022